# Volta a Portugal
Volta a Portugal er et portugisisk etapeløb i landevejscykling som arrangeres hvert år i august. Løbet er blevet arrangert siden 1927. Løbet er af UCI klassificeret med 2.1 og er en del af UCI Europe Tour. 

## Vindere
| År                                            | Vinder                       | Toer                         | Treer                     |
| --------------------------------------------- | ---------------------------- | ---------------------------- | ------------------------- |
| 1927                                          | Augusto de Carvalho          | Manuel Nunes De Abreu        | Quirino De Oliveira       |
| 1928-1930 ikke arrangeret                     |                              |                              |                           |
| 1931                                          | José Maria Nicolau           | Alfredo Trindade             | João Francisco            |
| 1932                                          | Alfredo Trindade             | José Maria Nicolau           | Carlos Domingos Leal      |
| 1933                                          | Alfredo Trindade             | Ezequiel Lino                | César Luís                |
| 1934                                          | José Maria Nicolau           | Ezequiel Lino                | Adelino Aguiar da Cunha   |
| 1935                                          | César Luís                   | José Marquez                 | Filipe Moreira de Melo    |
| 1936-1937 ikke arrangeret                     |                              |                              |                           |
| 1938                                          | José Albuquerque             | Filipe Moreira de Melo       | José Neves                |
| 1939                                          | Joaquim Fernandes            | António Bartolomeu           | Joaquim Martins De Aguiar |
| 1940                                          | José Albuquerque             | Joaquim Martins De Aguiar    | Adelino Aguiar da Cunha   |
| 1941                                          | Francisco Inácio             | José Martins                 | José Aniceto Bruno        |
| 1942-1945 ikke arrangeret pga. 2. verdenskrig |                              |                              |                           |
| 1946                                          | José Martins                 | Fernando Moreira             | João Rebelo               |
| 1947                                          | José Martins                 | João Rebelo                  | Império Dos Santos        |
| 1948                                          | Fernando Moreira             | Emilio Rodríguez Barros      | João Rebelo               |
| 1949                                          | Dias dos Santos              | Attilio Lambertini           | Joaquim Gonçalves De Sá   |
| 1950                                          | Dias dos Santos              | Mario Fazio                  | Moreira de Sá             |
| 1951                                          | Alves Barbosa                | Manuel Rodríguez Barros      | Emilio Rodríguez Barros   |
| 1952                                          | Moreira de Sá                | Emilio Rodríguez Barros      | Manuel Rodríguez Barros   |
| 1953-1954 ikke arrangeret                     |                              |                              |                           |
| 1955                                          | José Manuel Ribeiro da Silva | Sousa Santos Sr.             | Alves Barbosa             |
| 1956                                          | Alves Barbosa                | José Manuel Ribeiro da Silva | João Marcelino            |
| 1957                                          | José Manuel Ribeiro da Silva | Sousa Santos Sr.             | Agostinho Ferreira        |
| 1958                                          | Alves Barbosa                | Sousa Cardoso                | Aquiles Dos Santos        |
| 1959                                          | Carlos Carvalho              | Jorge Corvo                  | Sousa Santos Sr.          |
| 1960                                          | Sousa Cardoso                | Antonio Baptista             | Antonio Gómez del Moral   |
| 1961                                          | Mário Silva                  | Augusto Marcaletti           | Alberto Carvalho          |
| 1962                                          | José Pacheco                 | Peixoto Alves                | Jorge Corvo               |
| 1963                                          | João Roque                   | Jorge Corvo                  | Peixoto Alves             |
| 1964                                          | Joaquim Leão                 | Jorge Corvo                  | João Roque                |
| 1965                                          | Peixoto Alves                | João Roque                   | Mário Silva               |
| 1966                                          | Francisco Valada             | Peixoto Alves                | Sérgio Páscoa             |
| 1967                                          | Antoine Houbrechts           | João Roque                   | Manuel Correia            |
| 1968                                          | Américo Silva                | Joaquim Agostinho            | Leonel Miranda            |
| 1969                                          | Joaquim Andrade              | Fernando Mendes              | Mário Silva               |
| 1970                                          | Joaquim Agostinho            | Firmino Bernardino           | José Florencio            |
| 1971                                          | Joaquim Agostinho            | Alain Santy                  | Firmino Bernardino        |
| 1972                                          | Joaquim Agostinho            | José Martins Freitas         | José Luis Galdamez        |
| 1973                                          | Jesús Manzaneque             | Fernando Mendes              | José Martins Freitas      |
| 1974                                          | Fernando Mendes              | Dinis Alves da Silva         | Antonio Lopes Martins     |
| 1975 ikke arrangeret                          |                              |                              |                           |
| 1976                                          | Firmino Bernardino           | António Fernandes            | Floriano Mendes           |
| 1977                                          | Adelino Teixeira             | Joaquim Sousa Santos         | Joaquim Andrade           |
| 1978                                          | Belmiro Silva                | Armindo Lúcio                | Adelino Teixeira          |
| 1979                                          | Joaquim Sousa Santos         | Belmiro Silva                | Fernando Fernandes        |
| 1980                                          | Francisco Alves Miranda      | Luís Vargues                 | Belmiro Silva             |
| 1981                                          | Manuel Zeferino              | Venceslau Fernandes          | Fernando Fernandes        |
| 1982                                          | Marco Chagas                 | Adelino Teixeira             | Manuel Zeferino           |
| 1983                                          | Marco Chagas                 | António Pinto                | Belmiro Silva             |
| 1984                                          | Venceslau Fernandes          | Manuel Zeferino              | Manuel Cunha              |
| 1985                                          | Marco Chagas                 | Eduardo Correia              | Venceslau Fernandes       |
| 1986                                          | Marco Chagas                 | Benedicto Ferreira           | António Pinto             |
| 1987                                          | Manuel Cunha                 | Manuel De Sa Neves           | Fernando Fernandes        |
| 1988                                          | Cayn Theakston               | Jorge Silva                  | Joaquim Gomes             |
| 1989                                          | Joaquim Gomes                | Cássio Freitas               | António Alves             |
| 1990                                          | Fernando Carvalho            | Joaquim Gomes                | Jorge Silva               |
| 1991                                          | Jorge Silva                  | Orlando Rodrigues            | Vicente Ridaura           |
| 1992                                          | Cássio Freitas               | Quintino Rodrigues           | Manuel Luis Abreu Campos  |
| 1993                                          | Joaquim Gomes                | Vítor Gamito                 | Luis Espinosa             |
| 1994                                          | Orlando Rodrigues            | Vítor Gamito                 | Joaquim Gomes             |
| 1995                                          | Orlando Rodrigues            | Quintino Rodrigues           | Delmino Pereira           |
| 1996                                          | Massimiliano Lelli           | Vítor Gamito                 | Manuel Luis Abreu Campos  |
| 1997                                          | Zenon Jaskuła                | Wladimir Belli               | Joaquim Gomes             |
| 1998                                          | Marco Serpellini             | Orlando Rodrigues            | Wladimir Belli            |
| 1999                                          | David Plaza                  | Vítor Gamito                 | Melcior Mauri             |
| 2000                                          | Vítor Gamito                 | Claus Michael Møller         | Andrei Zintchenko         |
| 2001                                          | Fabian Jeker                 | Andrei Zintchenko            | Juan Miguel Mercado       |
| 2002                                          | Claus Michael Møller         | Joan Horrach                 | Rui Sousa                 |
| 2003                                          | Nuno Ribeiro                 | Claus Michael Møller         | Rui Lavarinhas            |
| 2004                                          | David Bernabéu               | David Arroyo                 | Nuno Ribeiro              |
| 2005                                          | Vladimir Efimkin             | Cândido Barbosa              | Adolfo García Quesada     |
| 2006                                          | David Blanco                 | Héctor Guerra                | Cândido Barbosa           |
| 2007                                          | Xavier Tondo                 | Cândido Barbosa              | Héctor Guerra             |
| 2008                                          | David Blanco                 | Héctor Guerra                | Rubén Plaza               |
| 2009                                          | David Blanco                 | David Bernabéu               | Rubén Plaza               |
| 2010                                          | David Blanco                 | David Bernabéu               | Sergio Pardilla           |
| 2011                                          | Ricardo Mestre               | André Cardoso                | Rui Sousa                 |
| 2012                                          | David Blanco                 | Hugo Sabido                  | Rui Sousa                 |
| 2013                                          | Alejandro Marque             | Gustavo César Veloso         | Rui Sousa                 |
| 2014                                          | Gustavo César Veloso         | Rui Sousa                    | Delio Fernández           |
| 2015                                          | Gustavo César Veloso         | Joni Brandão                 | Alejandro Marque          |
| 2016                                          | Rui Vinhas                   | Gustavo César Veloso         | Daniel Eduardo Silva      |
| 2017                                          | Raúl Alarcón Amaro Antunes   | Vicente García de Mateos     | Rinaldo Nocentini         |
| 2018                                          | Raúl Alarcón Joni Brandão    | Vicente García de Mateos     | Edgar Pinto               |
| 2019                                          | João Rodrigues               | Joni Brandão                 | Gustavo César Veloso      |
| 2020                                          | Amaro Antunes                | Gustavo César Veloso         | Frederico Figueiredo      |
| 2021                                          | Amaro Antunes                | Mauricio Moreira             | Alejandro Marque          |
| 2022                                          | Mauricio Moreira             | Frederico Figueiredo         | António Carvalho          |
| 2023                                          | Colin Stüssi                 | Txomin Juaristi              | António Carvalho          |
| 2024                                          | Artjom Nytj                  | Colin Stüssi                 | Abner González            |
| 2025                                          |                              |                              |                           |